# Acrodactyla degener
Acrodactyla degener är en stekelart som först beskrevs av Alexander Henry Haliday 1838.  Acrodactyla degener ingår i släktet Acrodactyla och familjen brokparasitsteklar. Arten är reproducerande i Sverige. Inga underarter finns listade i Catalogue of Life.